# Yokohama Kaidashi Kikō
Yokohama Kaidashi Kikō (Japonés: ヨコハマ買い出し紀行) Es un manga de ciencia ficción escrito y dibujado por Hitoshi Ashinano. El título puede ser traducido como "Un viaje de compras a Yokohama". Usualmente el nombre de la obra es abreviado como "YKK" fuera de Japón.
El manga fue serializado en la revista Afternoon de Kodansha desde abril de 1994 a febrero del 2006, con un epílogo a modo de conclusión emitido en julio de 2006. La historia completa fue compilada en 14 volúmenes. Algunas partes de la misma fueron adaptadas en dos series OVA cada una con dos episodios de extensión.
La serie describe la vida diaria de una robot de nombre "Alpha", quién maneja una tienda de café algún tiempo después de que la ecología de la Tierra ha colapsado. La obra se destaca por el estilo detallado del autor, y las historias relajadas de tipo slice of life o Recuentos de la vida. Yokohama Kaidashi Kikō Ganó en 2007 el premio Seiun para el mejor cómic de ciencia ficción.

## Argumento
Yokohama Kaidashi Kikō se desarrolla en un pacífico mundo post-cataclísmico donde la humanidad agoniza después de un desastre medioambiental. Exactamente qué ha pasado nunca es explicado, pero se nos muestra que los niveles del océano han aumentado significativamente inundando ciudades costeras como Yokohama, también que el Monte Fuji entró en erupción en una época no tan lejana, y que el clima ha cambiado de manera drástica. En este nuevo escenario las estaciones son menos pronunciadas, los inviernos son más suaves y el verano ya no tiene un calor abrasador. La población humana reducida ha vuelto a una vida más sencilla, y se nos dice a través de los personajes que se está viviendo una época de "crepúsculo de la edad humana", donde los humanos en vez de estar furiosos por su destino, lo aceptan tranquilamente.
Alpha Hatsuseno es una androide ("persona robot") que maneja una tienda de café alejada llamada "La cafetería de Alpha" en la costa solitaria de la Península de Miura en Japón, mientras su "dueño humano" está en un viaje de duración indefinida. Aunque pasa mucho de su tiempo sola, Alpha es alegre, extrovertida, y —a diferencia de los humanos—prácticamente inmortal.
La mayoría de los capítulos de Yokohama Kaidashi Kikō nos narran un trozo de la vida cotidiana de Alpha mientras pasa el día sola, con clientes, o en viajes ocasionales a través del campo, el bosque o a Yokohama por suministros (de ahí una de las posibles traducciones del título). Capítulos enteros están dedicados a mostrarnos a los personajes haciendo café, tomando fotografías, o haciendo reparaciones (en el caso de Alpha, reparando la cafetería, o el motor de aeronave a escala), frecuentemente con unas pocas líneas de diálogo. A través de las experiencias de Alpha, el autor nos muestra las pequeñas maravillas de la vida diaria y hace al lector consciente de su paso por el tiempo y posterior pérdida: el motor quedándose sin combustible para nunca más volver a funcionar; los desperfectos de la motocicleta de Alpha; el aumento del nivel del mar invadiendo el café; los niños del pueblo creciendo sin que Alpha pueda envejecer. El manga evoca una nostalgia por cada una de estas pequeñas pérdidas de lo que ya pasó, en este sentido Ashinano sigue la tradición japonesa del "Mono no aware" (la tristeza o nostalgia por el paso de las cosas en el tiempo).
Aunque las historias son de carácter auto concluyente, las mismas tienen continuidad; las relaciones entre los personajes se hacen más complejas, crecen y cambian, y los detalles que al principio parecen insignificantes luego reaparecen más tarde tomando protagonismo. Ashinano explica pocos detalles del mundo de Alpha, dejando misterios que atrapan al lector a medida que la serie zigzaguea entre lo cómico, lo triste, y lo nostálgico.

## Personajes
Alpha Hatsuseno (初瀬野 アルファ Hatsuseno Arufa?)
Actriz de doblaje: Hekiru Shiina
Una robot modelo Un7M2, uno de único tres prototipos de producción, quién maneja "La cafetería de Alpha" en ausencia de su dueño (de quién toma el apellido Hatsuseno). Alpha es alegre y pensativa, disfruta hablar con sus pocos clientes, aunque en principio era tímida. A pesar de ser el prototipo de su modelo, en el inicio de la serie había conocido sólo unas cuantas personas y a ningún otro robot. Debido a esto, cuándo su dueño se marchó, se negó a viajar con él. A medida que la obra progresa, se vuelve más segura en sus relaciones sociales, al menos lo suficiente como para pasar un año viajando ella sola, y se vuelve más cercana a sus amigos humanos incluso cuando envejecen y mueren. Alpha no tiene mucha experiencia sobre aspectos o comportamiento humanos, utiliza líquido de lavavajillas en vez de cepillar sus dientes y no piensa que su color de ojos o cabello es extraño, aunque ningún humano tenga esos mismos colores. Uno de sus capacidades únicas es que según sus emociones es capaz de llorar. En su tiempo libre, Alpha toca un gekkin (especie de mandolina china), fabrica pequeñas artesanías con diseños de peces, y viaja por el pueblo en su pequeña motocicleta, investigando los restos de la antigua civilización humana
Kokone Takatsu (鷹津 ココネ Takatsu Kokone?, Cocone)
Actriz de doblaje: Akiko Nakagawa
Una robot modelo Un7M3 que trabaja como mensajera en lo que queda de la ciudad de Musashino, Tokio. Es el primer robot que Alpha conoce, cuando Kokone le entrega un paquete (conteniendo un cámara) y un mensaje de su dueño. Ellas pronto se hacen amigas. Kokone es dulce, tímida, y un e intelectual, y debido a su trabajo tiene más experiencia tratando con humanos que Alpha. Se menciona que puede a veces pasar por humana. Después de conocer Alpha, su "hermana mayor" en cuanto a modelo de producción, Kokone se vuelve curiosa sobre la historia y naturaleza de los robots. A diferencia de Alpha, es capaz de procesar proteína animal.
Ojisan (おじさん Ojisan?, "Abuelo")
Actor de doblaje: Mikio Terashima (OVA 1), Shōzō Iizuka (OVA 2)
Un hombre de mediana edad, que por alguna razón nunca deja de sonreír. Es el vecino más cercano de Alfa y un cliente regular en su cafetería, en el manga reconoce que él es uno de los tantos "admiradores" que Alpha tiene en el pueblo. Dirige una estación de gasolina y vende vegetales. Es como un abuelo para Alpha y el abuelo real de Takahiro. Ojisan se refiere así mismo "bum", y parece lamentar no haber tenido una relación con Sensei cuándo eran más jóvenes. Su nombre real nunca es revelado.
Sensei (せんせい?  "Doctor")
Voiced by: Ikuko Sugita
Una mujer ya anciana, es una doctora para ambos: humanos y androides. Está implicada en la creación de la serie de robots Unas7, y acogió a la directora Alpha en su casa, posiblemente era su dueña. Cuándo era más joven, montaba motocicletas, y era la senpai e interés romántico de Ojisan. Su apellido es Koumi'ishi (子海石?  , lit. "niño-piedra de mar")
Takahiro (タカヒロ?)
Actor de doblaje: Akio Suyama (OVA 1), Toshiyuki Toyonaga (OVA 2)
El nieto de Ojisan, quién vive con sus abuelos. Conoce a Alpha a la edad de nueve años, quién rápidamente comenzó a tratarlo como a un hermano menor. Es el primer personaje de la serie en conocer a Misago. Cuando crece, Takahiro se vuelve un fanático de los motores de todos los tipos y finalmente se va del pueblo para trabajar con Nai en el aeródromo.
Matsuki (真月?  usually called Makki)
Actriz de doblaje: Miki Nagasawa
Una chica unos cuantos años más jóvenes que Takahiro. Le gusta Takahiro y es inicialmente celoso de Alfa. Makki Finalmente deviene cercano a Alfa después de aprender el último nunca consideraría habiendo una relación con Takahiro porque movimiento de humanos mortales a través de tiempo en una manera diferente que robots inmortales. Es escéptica de Takahiro historias del Misago hasta que conoce el salvaje-mujer ella. En sus adolescentes tempranos, Makki trabajos para un rato en la cafetería de la alfa, antes de apartar para devenir un courier con Kokone compañía, y entonces más tarde a Hamamatsu para ser con Takahiro.
Misago (ミサゴ?  "Osprey")
Una mujer salvaje que no envejece, quién vive en las ensenadas y bahías cercanas a la cafetería de Alpha. Es siempre en cueros, y come pez crudo, los cangrejos y los insectos cogieron utilizar sus colmillos cortos e inhumanos acelerar cuál le habilita para correr encima agua y fácilmente salto 10 metros alto. Sólo se muestra a niños jóvenes, y se mantiene fuera de contacto de los adultos. No envejece y, según material inédito, no entiende cómo los niños crecen. Mientras Ayase argumenta que existía "décadas antes" de que los robots fuesen creados, es más tarde implicado Sensei que es el primer robot creado. A pesar de la naturaleza salvaje de Misago, es una persona suave, y no causa daño más allá de accidentalmente asustar a alguno de los niños que encuentra.
Ayase
Un trotamundos quién viaja sin parar, dependiendo de su kamas (un pez de volador depredador gigante) para vivir de la tierra. Le gusta ver las curiosidades del mundo, y quedó especialmente fascinado por Misago después de un encuentro con ella cuando niño. Debido a Makki afinidad para el Misago y su kamas, intenta convencerle para viajar con él como una especie de protegida.
Directora Alpha
El Un7M1 prototipo de las Unas7 series, y así "hermana más vieja" al otros Unos7 robots. Gusta Alfa Hatsuseno, Alfa de Director le adquirió nombre dado porque es el modelo inicial, o "alfa-tipo", de una serie de robot. Es la directora de un stratospheric la aeronave llamó Taapon que círculos la Tierra sin aterrizar, observando los cambios del mundo de arriba sin nunca siendo capaces de dejar. Su apellido es Koumi'ishi, el mismo tan Sensei, y tiene un racimo con Sensei logotipo, indicando un pasado con su aquello nunca es extendido sobre, y nunca interacciona con cualquier de los otros caracteres importantes.
Maruko Maruko (丸子マルコ Maruko Maruko?)
Una robot tipo Un7M3 con una personalidad espinosa. Es una artista que vive en Yokohama y trabaja como camarera. Es inusual entre robots por haber cambiado su apellido a uno escogido por ella misma en vez de mantener el de su dueño. Su nombre se pronuncia igual como su apellido, pero deletreado en katakana. Le gusta Kokone y siente celos de Alpha. Nai a veces envía a través de Kokone sus impresiones sensoriales, las cuales Maruko utiliza en su arte.
Nai
Voiced by: Ryō Naitō
Unrobot de modelo desconocido. Es inusual porque por razones desconocidas la mayoría de los robots masculinos "mueren" poco tiempo después de su activación. Maneja un servicio de entrega, volando un avión EN-6 Texan. Nai Es tranquilo y impávido.
Saetta
La hija joven de Makki y Takahiro. Es el último personaje en conocer a Misago.

## Influencias y temas
El volar y los vuelos son un tema recurrente en la obra. Alpha tiene repetidas visiones de volar. Visiones que parecen incluir el avión de Nai, y el motor de avión del modelo que la alfa encuentra pero nunca puede hacer volar. Las serie de robots Unas7 está nombrada en referencia a un avión de combate de la Segunda Guerra Mundial japonés, el Mitsubishi Un7M, y el nombre del personaje de Saetta puedo ser inspirado en otro avión de combate de la Segunda Guerra Mundial, esta vez uno italiano construido por Aeronautica Macchi. Takahiro comienza trabajar para Nai, volando aviones. El "Kamas" de Ayase es una clase de pez volador. En el episodio de posdata, Alpha se traslada de un lugar a otro volando sostenida por un Kamas gigante. 
La serie contiene elementos de mitología y cultura chinas. El gekkin, la guitarra que toca Alpha es de origen chino, y el Taapon la aeronave está nombrada en referencia del pájaro mitológico Peng (taapon es la traducción japonesa de da-peng).
Algunos nombres de personajes aparecen en la geografía del área de Yokohama. Por ejemplo, hay una parada de autobús de nombre Koumi'ishi al del sur de Hayama, y el aeródromo Atsugi, donde la alfa conoce Nai, está localizado en Ayase. 
Muchos detalles de Yokohama Kaidashi Kikō quedan inexplicados, o tienen respuesta solo por pistas, es frecuentemente mencionado en revisiones de la serie que esto contribuye a un tono de misterio. Algunos son misterios para los personajes, los cuales especulan sin descanso sin llegar a una conclusión, mientras otros están presentados al lector sin más comentario. Entre los más destacados están: 
- ¿Cuál es la naturaleza del desastre natural que causó que los océanos del mundo aumentaran?[6][12]
- ¿Quién es el dueño de Alpha y donde va? ¿Por qué Ayase lo llama "sensei"?
- ¿Por qué razón se crearon los robots y cuál era su misión? Desde hacía mucho que ninguno era esclavo o criado, ¿Cuál es su propósito ? ¿Por qué Kokone afirma que los robots son "Los hijos de la humanidad"?[4][13]
- ¿Por qué los humanos del mundo de Alpha están muriendo?
- ¿Por qué los robots hombres son tan poco frecuentes?
- ¿Por qué es Alfa, a diferencia de otros robots es alérgica a las proteínas animales?
- ¿Qué son exactamente los extraños hongos con apariencia humana que crecen de manera silvestre y que todos llaman "Dioses del agua"?
- ¿Por qué razón algunos tipos de plantas y árboles han comenzado a parecerse a los edificios y luces del alumbrado público? ¿Son realmente "recuerdos que tiene la tierra de los humanos" como señala Ayase?[14][15]
- ¿Cuándo fue exactamente la erupción del Monte Fuji y que relación tuvo con el incremento del nivel del mar?[16]
- ¿Quién es Misago? ¿Por qué sólo se muestra ante niños, y por qué es incapaz a comprender que se vuelven adultos? Si según Ayase no es un robot, entonces ¿qué es?[17]

Se ha comparado a Yokohama Kaidashi Kikō con Aria, notando que ambas obras son slice of life en un escenario futurista con un efecto emocional similar. Un reviewer en Uknighted Manganime escribió, "Lo que los dos tienen en común, aun así, es una mirada brillante en el futuro y una vista generalmente optimista de humanidad, a pesar de nuestros errores."

### Anime
Partes del manga ha sido adaptadas en dos OVA cada uno con dos episodios. En ambas series, la actriz de doblaje que representa a Alpha es Hekiru Shiina y Kokone; Akiko Nakagawa.
- El primer OVA de dos episodios fue producido por Ajia- do Animation Works y dirigido por Takashi Annō. Fue liberado en mayo de 1998 y diciembre de 1998 en VHS y Laserdisc.[21] La adaptación seleccionó acontecimientos de los volúmenes 1 a 3, incluyendo la reunión inicial de Alpha y Kokone y la recuperación de Alpha tras ser golpeada por un relámpago.
- El segundo OVA, también de dos episodios, fue igualmente producido por Ajia-do Animation Works y Aniplex y dirigida por Tomomi Mochizuki. Fue liberado en diciembre de 2002 y mayo de 2003 en VHS y DVD. La adaptación seleccionó acontecimientos de volúmenes 7 a 9, incluyendo la tormenta que destruye la cafetería de Alpha y sus viajes subsiguientes por el Japón central.

## Recepción y premios
Aunque no ha sido publicado ni en Inglés ni en Español, Yokohama Kaidashi Kikō ha recibido atención significativa de los críticos fuera de Japón. Muchos elogian el estilo de dibujo de Ashinano, y el desarrollo de los personajes. Dirk Deppey Escribió en La Revista de Cómics: "Yokohama Kaidashi Kikou no es sólo uno de mis mangas favoritos; es uno de mis cómics favoritos" Derik A. Badman Escribió: "Esto está años luz por encima de casi cualquier manga traducido y publicado en Estados Unidos.." Un reviewer en Uknighted Manganime escribió: "En términos artísticos, Yokohama Kaidashi Kikou se ubica dentro de lo más impresionante que he visto," añadiendo, "En conclusión Yokohama Kaidashi Kikou es el manga mas fino que he leído, y no creo que vaya a ser superado dentro de poco, si es que alguna vez."
La serie ganó el 2007 el Premio Seiun para el Mejor Manga de Ciencia Ficción.